# 빈 체제

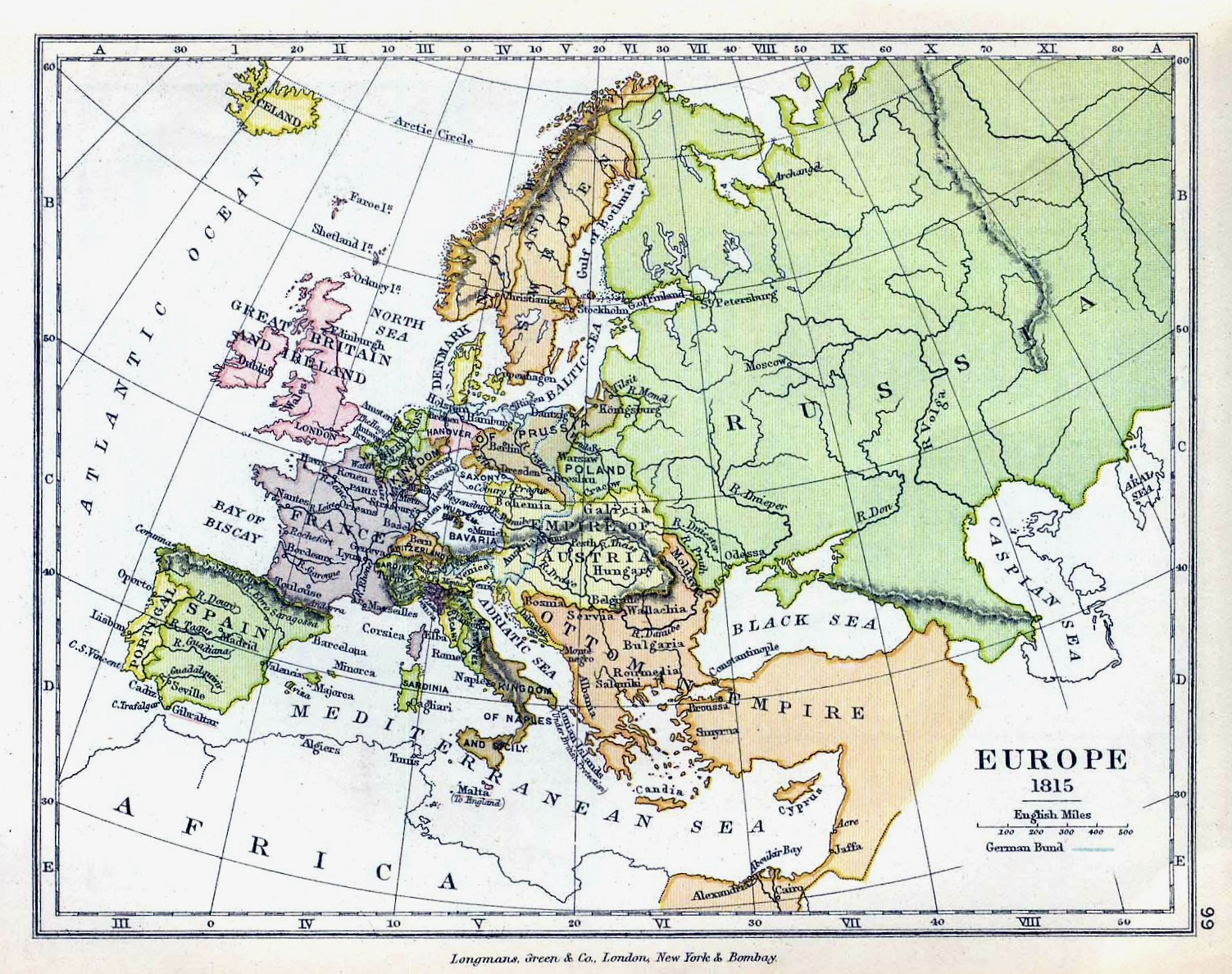
빈 체제 하인 1815년의 유럽

빈 체제( - 體制, 영어: Congress of Vienna)는 빈 회의(1814~1815년) 이후로 성립된 유럽의 국제 질서이다. 메테르니히 체제(독일어: Metternichsches System, 영어: Metternich System)라고 부르기도 한다

## 개요
빈 회의에서 프랑스의 샤를 탈레랑 페리고르가 주장한 정통주의를 기초로, 유럽의 왕정들은 프랑스 혁명 이전 상태를 부활시켜 원래의 상태로 돌아가려고 하였다. 신성동맹 등 당시의 열강을 중심으로 자유주의와 국민주의 활동을 탄압하였다. 영국, 프랑스, 프로이센, 오스트리아 제국, 러시아의 5대 강국이 대외적으로 어느 한 나라가 강성해져서 세력 균형을 깨는 일이 없도록 상호 견제하면서도 강대국 및 약소국에서 위험한 혁명 상황이 발생할 경우 협조하여 공동 개입으로 이를 탄압하는 형식을 취하고 있었다.
이 중 후자의 상호 협조의 경우는 1830년에 일어난 그리스 독립 전쟁, 7월 혁명 등을 거치면서 동요하기 시작했으며 결국 프랑스 2월 혁명과 크림 전쟁을 끝으로 흐지부지되고 사라졌다. 그러나 전자의 상호 견제의 경우는 크림 전쟁 이후로도 건재하여, 이후로도 5대 강국에 의한 상호 견제가 계속되다가 1870년 이탈리아의 통일(리소르지멘토)에 따른 이탈리아 왕국의 성립으로 6대 강국 체제로 전환되었으나 세력 균형 체제의 취지 자체는 20세기 초반 들어서 각각 영국과 독일 제국을 중심으로 하는 경직된 동맹 체제가 등장하기 전까지 유효하였다.
당초 빈 회의는 나폴레옹 전쟁의 유산과 전리품을 처리하는 자리였으므로 쇼몽 조약의 당사자이며 승전국인 영국, 프로이센, 오스트리아 제국, 러시아의 발언권이 강했다. 그런데 폴란드의 분할과 작센 문제를 둘러싸고 폴란드(바르샤바 대공국)의 러시아로의 귀속과 작센의 프로이센으로의 귀속을 상호 승인하려는 러시아-프로이센 진영과 이를 극력 저지하고자 하는 영국-오스트리아 제국 진영으로 분열하여 대립하게 되었다.
패전국인 프랑스의 외무상 탈레랑은 이 기회를 놓치지 않고 영국-오스트리아 제국 진영에 가담하여 폴란드·작센 문제와 관련하여 러시아-프로이센의 무리한 요구가 계속될 경우 3국이 각각 15만의 병력을 동원하여 대항한다는 것에 합의하였다. 이러한 합의가 성립함으로써 세 가지의 중대한 결과가 초래되었는데, 첫째로 러시아와 프로이센이 이에 굴복하여 당초의 요구로부터 물러나게 되었으며, 둘째로 전쟁의 패전국으로서 처분을 기다려야 하는 처지였던 프랑스가 쇼몽 조약의 당사자인 다른 4개 강국과 동등한 지위로 다시 올라서게 되었고, 셋째로 이로써 다시 5대 강국간의 상호 견제라는 세력 균형 체제가 복원되었다는 점이다.

## 의의
5대 강국이 상호 협조하여 프랑스 혁명으로 야기된 자유주의·민족주의 운동을 탄압한다는 체제의 취지는 10년도 채 지나지 않아 유럽 각지의 도전에 직면하며 동요하게 되었다(→에스파냐 반란, →나폴리 반란, →그리스 독립 전쟁). 이러한 동요는 결국 외부로부터의 도전이 강력했다기보다는 5대 강국 내부의 견제 심리 등으로 인한 분열에 의하였다는 점에서 빈 체제는 비록 보수적·반동적인 상호 협조의 기치를 내걸었다고는 하나 처음부터 끝까지 이 체제의 성격으로 일관되었던 것은 상호 견제의 세력 균형 체제였다고 할 수 있다.

## 같이 보기
- 나폴레옹 전쟁
- 빈 회의
- 에스파냐 반란
- 나폴리 반란
- 그리스 독립 전쟁
- 1830년 혁명
- 1848년 혁명
- 크림 전쟁
- 클레멘스 폰 메테르니히